# Спейбл і Гурвінек

Чеський лялькар Йозеф Скупа (1892—1957) з ляльками Спейбла та Гурвінка.

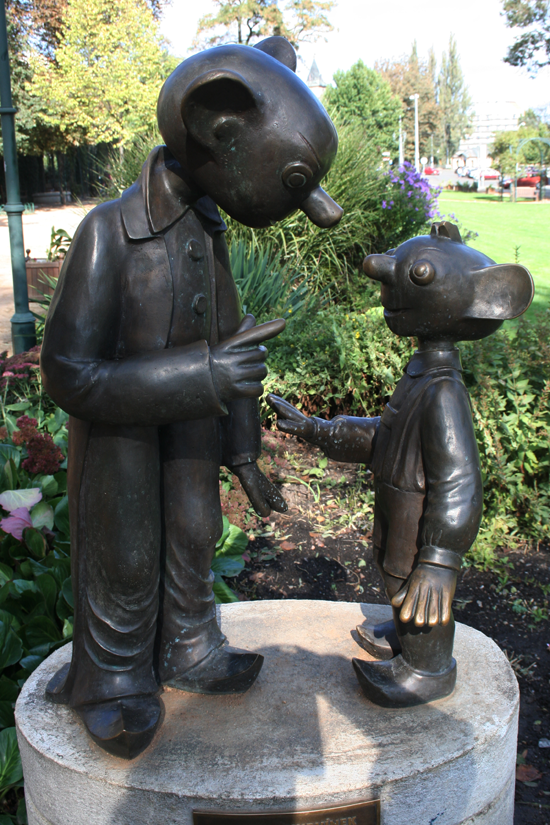
Пам'ятник Спейблу та Гурвінку, Пльзень

Спейбл і Гурвінек (чеськ. Spejbl a Hurvínek) — пара ляльок пльзенського лялькаря Йосефа Скупи, що стали головними персонажами першого професійного лялькового театру Спейбла і Гурвінка не лише в Чехії, а й у Європі та світі (від 1930 року). Одні з найпопулярніших чеських ляльок, відомі також у Європі.

## З історії ляльок
Спейбла та Гурвінка, а також інших ляльок з цієї «компанії» створив чеський лялькар Йосеф Скупа (чеськ. Josef Skupa).
Спейбл уперше з'явився на сцені в 1920 році, Гурвінек — шістьмома роками пізніше. Будучи головними персонажами вистав, як за історіями «з життя», так і на вигадані сюжети, головні персонажі-ляльки, а це батько та його син, що таким чином презентують різні покоління, «коментують і розмірковують» на різноманітні теми, найчастіше нагальні питання виховання і життя. Компанію в їхніх діалогах їм складають вірна подруга Гурвінка Мані́чка (Mánička, з'явилась у 1930 році) та її педагогічнно-менторськи налаштована бабуся пані Катержі́на Говоркова (paní Kateřina Hovorková), прем'єрна поява якої відбулася 1971 року. Власне ці 4 персонажі є головними, додатковим же став, наприклад песик Гурвінка Жерик (Žeryk; перша поява — 1930 рік).
Спейбл і Гурвінек, а також інші ляльки Йосефа Скупи стали головними персонажами першого професіонального театру ляльок у світі — Театр Спейбла і Гурвінка, що розпочав роботу в Пльзені (Пльзенський край, Чехія), а по ІІ Світовій війні розмістився у чеській столиці Празі.
Дивіться основну статтю: Театр Спейбла і Гурвінка.
І Спейбла, і Гурвінка традиційно грає один і той самий актор, який для ляльки батька використовує низький голос, а за Гурвінка розмовляє фальцетом. Так повелося ще у 1920-х роках творцем ляльок Йосефом Скупою, підтримувалось понад 40 років наступником Скупи Мілошем Кіршнером (Miloš Kirschner), і в теперішній час цю ж традицію дотримано в діяльності третього за ліком гравця Спейбла та Гурвінка Мартина Класека (Martin Klásek). Народившись 1957 року, він був вибраний і навчений безпосередньо Кіршнером, щоб стати продовжувачем традицій. Уперше Класек з'явився в ролі Спейбла та Гурвінка під час дитячої вистави в 1974 році в 17-річному віці. А від 1982 року грав ролі персонажів разом з Кіршнером. По смерті останнього (1996) Мартин Класек став «третім батьком» Спейбла та Гурвінка.

## Цікаві факти про Спейбла та Гурвінка
- У пік своєї популярності Спейбл і Гурвінек постійно були «присутніми» на чехословацькому телебаченні, зокрема, були записані телеверсії вистав, вони ж були головними персонажами вечірньої дитячої передачі на центральному телеканалі вечернічек (чеськ. večerníček).
- Спейбл і Гурвінек та їхній театр були доволі популярними в країнах Соцтабору, зокрема в СРСР, в тому числі нерідко у вигляді коміксів історії про них публікувалися в найпопулярнішому радянському журналі для найменших читачів «Веселі картинки» (Весёлые картинки[ru]).
- У «рідному» місті Спейбла та Гурвінка Пльзені їм встановлено пам'ятник.
- Іменами Спейбла та Гурвінка названо 2 астероїди — 29471 Spejbl та 29472 Hurvinek, відкриті 1997 року чеським астрономом Ленкою Шароуновою (Lenka Šarounová, *1973).